# 臺北州立農事試驗場
臺北州立農事試驗場是台灣日治時期隸屬於臺北州的農業試驗機關，成立於1925年，最初位於臺北市大安，後來遷至新莊郡鷺洲庄菜寮。二戰後，位於大安的原本場廳舍作為大安區公所，原址今為臺北市政府客家事務委員會；而位於三重的農試場改為農業改良場，持續運作至1980年代，原址現為集美國小。

## 介紹
臺灣總督府在1923年3月底發布《州廳農事試驗場規則》，規範各州廳農事試驗場的成立與職掌，以從事地方的農業改良等調查試驗。臺北州農事試驗場於1925年5月成立，設有本場（臺北市大安十二甲75，位於現今師大附中與其東側土地）與宜蘭支場（宜蘭街坤門179-1）。1931年，臺北州農試場北側設立了臺北州立種畜場。1933年，新設「農事試驗場蔬菜部」於新莊郡鷺洲庄菜寮537-1，同時廢止宜蘭支場，並在大安的本場新設「農事試驗場稻米部」。蔬菜部專門從事台灣蔬菜的調查，包含各蔬菜品種的歷史、原產地、分布和特性等項目。根據其調查，臺灣在日治時期以前有118種蔬菜，從日本治台至當時（1935年），又從中國引進40種，日本引進73種蔬菜。除了蔬菜調查，同時進行中國蔬菜品種輸入。1937年，臺北州農試場西側改做為臺北州立臺北第三中學校校地。1940年代，本場遷至鷺洲庄菜寮。
二戰後，臺北州立農事試驗場更名為「臺北縣立農業試驗場」，1950年，改隸省政府農林廳「臺北區農林改良場」，1960年，改稱為「臺北區農業改良場」。1982年1月，臺北區與新竹區農業改良場合併為台灣省桃園區農業改良場，原臺北區農改場即改為「桃園區農業改良場三重分場」。1987年，三重分場廢止，遷回桃園新屋本場。位於大安的原臺北州農試場本場則作為大安區公所至1997年。